# Rebro
Rebro is een historisch merk van motorfietsen.
De bedrijfsnaam was: Read Bros, Tunbridge Wells, Kent.
Rebro was een Engels merk dat goedkope motorfietsen met 147cc-Villiers-blokken bouwde. Waarschijnlijk was dit de voortzetting van het merk Ready in Weston Super Mare. De production begon in 1922 met componenten die van andere merken werden ingekocht: naast de Villiers-motoren ook versnellingsbakken van Albion en Sturmey-Archer. Toen de productie in 1929 werd beëindigd waren de modellen vrijwel onveranderd en daardoor ook verouderd. Ze hadden zelfs nog riemaandrijving.